# 오사카 학교 학살
오사카 학교 학살 사건(일본어: 附属池田小事件)은 2001년 6월 8일 일본 오사카부 이케다시 오사카 교육대학 부속 이케다 초등학교에서 일어난 무차별 살인 사건이다. 범인은 오사카 지방 재판소의 판결을 전하는 신문 기사에 의하면, 다쿠마 마모루(일본어: 宅間 守, 1963년 11월 23일 - 2004년 9월 14일, 범행 당시 37세)에 의한 단독 범행으로 나와 있다.

## 개요

### 사건 개요
2001년 6월 8일, 오사카 교육대학 부속 이케다 초등학교에 흉기를 든 다쿠마 마모루(당시 37 세)가 침입하여, 차례로 학교 안에 있는 어린이들을 향하여 흉기를 휘둘렀다. 그 결과 아동 8명(1학년 1명, 2학년 7명)이 살해 되고, 아동 13명 교사 2명에게 상해를 입혔다. 남자는 현장에서 체포되었다가 살인죄 등으로 기소 되었다.

### 범죄자
형사 재판의 피고인이 된 갑의 범행 동기는 "지금까지 산 것이 불쾌했고, 모든게 싫어졌다. 자살해서는 성에 안찬다. 차라리 살인을 하고 사형을 받고 싶다"라고 전해져 있다. 그 배경에는 아파트의 임대료, 사채, 중고차의 미지급금, 중학생 시절부터 25년간 앓고 있는 우울증 등이 있다.

## 같이 보기
- 오사카시 기타신치 빌딩 화재
- 김해 여고생 살인 사건